# Plataforma MLB
La sigla MLB (del alemán Modularer Längsbaukasten, traducible como «bloque de construcción modular longitudinal») designa una plataforma de automóvil  del Grupo Volkswagen, que dicho consorcio emplea en diversos vehículos de gama alta con motor delantero longitudinal y tracción delantera o integral. Permite utilizar los mismos componentes eléctricos y mecánicos en diferentes vehículos del segmento D o superior, abaratando costes según el principio de economía de escala. La plataforma MLB fue desarrollada por Audi y estrenada en 2007.
En los automóviles basados en MLB, el motor delantero longitudinal y la transmisión están montados en una posición más retrasada que en anteriores plataformas de VAG, desplazando el centro de masa del conjunto por detrás del eje delantero, lo que permite disminuir el voladizo anterior, incrementar la batalla sin aumentar las dimensiones exteriores del coche y equilibrar la distribución de pesos.

## Vehículos

### MLB
La primera generación del MLB - Comenzó en 2007 con la primera generación del Audi A5.

#### Audi
- Audi A4 (B8)[3]
- Audi A5 (8T)[3]
- Audi A6 (C7)[3]
- Audi A7 (C7)[3]
- Audi A8 (D4)
- Audi Q5 (8R)[3][4]

#### Porsche
- Porsche Macan

#### Volkswagen
- Volkswagen Phaeton

### MLBevo
La segunda generación del MLB - Comenzó en 2015 con la nueva generación del Audi Q7.

#### Audi
- Audi A4 (B9)
- Audi A5 (F5)
- Audi A6 (C8)
- Audi A7 (C8)
- Audi A8 (D5)
- Audi Q5 (FY)
- Audi Q7 (4M)
- Audi Q8 (4M)

#### Bentley
- Bentley Bentayga

#### Lamborghini
- Lamborghini Urus

#### Porsche
- Porsche Cayenne III

#### Volkswagen
- Volkswagen Touareg III
- Volkswagen Phideon